# Rádio Esperança 97,5FM
Rádio Esperança FM  foi um serviço de programas radiofónicos generalista, da sociedade “97.5 FM – Rádio Portel Lda.”, operadora de radiodifusão sonora, licenciada para emitir na frequência de 97,5MHz, do concelho de Portel.
A estação alentejana foi gerida pelo Departamento de Comunicação da Arquidiocese de Évora, com o apoio da comunidade católica Canção Nova, tratando-se de uma rádio que não esteve subordinada à Canção Nova, Rádio Maria ou à Rádio Renascença, não obstante de ter retransmitido um ou outro programa destas estações religiosas. Foi uma estação local com alvará para o concelho de Portel mas com estúdios em Évora (da extinta Voz do Alentejo da Rádio Renascença e, mais tarde, da Rádio Sim Alentejo) e que apresentava uma programação generalista, sem descurar a matriz católica que a caracterizava.
Segundo o seu estatuto editorial que pode ser consultado em https://www.radioesperanca.pt/, “a Rádio Esperança definia-se assim como uma rádio cristã, autónoma e independente, sem finalidades políticas nem partidárias e acima de quaisquer interesses socioeconómicos”. Com os estúdios na Rua Vasco da Gama, 18, em Évora, a Rádio Esperança foi produzida pelo Departamento de Comunicação da Arquidiocese de Évora, com o apoio da Comunidade Canção Nova em Évora.
Atualmente a Rádio Esperança foi extinta dando lugar à Rádio Maria – Portugal.

## História
A rádio foi fundada a 5 de outubro de 2021.
Logo pela manhã, a partir das 9h, com Paulo Azadinho nos estúdios da rua Vasco da Gama, 18, em Évora, e com o jornalista Pedro Miguel Conceição na igreja de S. Francisco, a Rádio fez a sua primeira transmissão em direto, tendo feito chegar aos seus ouvintes, na íntegra, a celebração do Dia da Igreja Diocesana de Évora.
Depois, pela tarde, pelas 17h30, o Arcebispo de Évora, D. Francisco José Senra Coelho presidiu à inauguração e à bênção da Rádio, que foi transmitida em direto pela página de Facebook da Arquidiocese de Évora.
Aos microfones da Rádio Esperança, o Arcebispo de Évora deixou um abraço a todo o auditório e fez um convite: “tem que fazer parte da telefonia de cada um esta Rádio Esperança, quer seja no carro, em casa ou no local de trabalho, quando precisarmos de uma companhia”. “Estamos no recomeço de um tempo, é necessário retomar a vida com alegria e também com fraterna solidariedade e isso é, de facto, esperança vivida”, referiu o Prelado, acrescentando que “esta Rádio nasce num momento duro com um grito de Esperança para todos. Que a Esperança seja cada um de nós para quem está ao nosso lado”.“ Que tenhamos nesta Rádio uma diferença muito grande marcada pela alegria que nasce a esperança”, concluiu o Arcebispo de Évora.

## Estatutos[5]
1 - A RÁDIO ESPERANÇA é um serviço de programas generalista, da sociedade “97.5 FM – Rádio Portel Lda.”, operadora de radiodifusão sonora, licenciada para emitir na frequência de 97,5MHz, do concelho de Portel.
2- A RÁDIO ESPERANÇA considera-se apta para exercer essa função, pois não pertence ao Estado, nem a partidos políticos, nem a qualquer grupo económico, sendo uma propriedade da Arquidiocese de Évora que faz com que não renuncie à sua capacidade de crítica. No exercício dessa capacidade de crítica, tem presentes os limites que lhes são impostos pela Lei da Rádio e o compromisso de respeitar os direitos dos ouvintes e a ética profissional, bem como, nos casos aplicáveis, os princípios deontológicos dos jornalistas.
3 - A RÁDIO ESPERANÇA define-se assim como rádio cristã, autónoma e independente, sem finalidades políticas nem partidárias e acima de quaisquer interesses sócio-económicos [...]
4 – A RÁDIO ESPERANÇA assume-se como uma rádio generalista local, propondo-se:
4.1 – INFORMAR - garantindo a todos os cidadãos o direito à informação através da independência e pluralismo de modo a defender os valores, as causas e os interesses da região a quem procura servir com todo o empenho e dignidade.
4.2 – FORMAR - procurando contribuir para a elevação cultural através de programas, educativos e formativos em que a história, as riquezas naturais, a tradição religiosa e todo um património cultural de séculos reforça a identidade e aproxima os cidadãos na defesa dos valores da sua terra.
4.3 – DISTRAIR - sendo ao mesmo tempo, espaço de formação, espaço lúdico e de recreação, tendo em conta a diversidade do público, em idades, interesses, espaços e origens. [...]
5- A RÁDIO ESPERANÇA é, portanto, independente, de modo que os possíveis parceiros comerciais ou a maior relação de proximidade profissional ou pessoal com qualquer agente passivo ou ativo nunca determinam ou condicionam a sua linha editorial e as opiniões expressas.
6- A RÁDIO ESPERANÇA compromete-se a respeitar o sigilo das suas fontes de informação, não admitindo, em nenhuma circunstância, a quebra desse princípio.
7- A RÁDIO ESPERANÇA assume o direito de publicar, diariamente, opinião própria, sobre todas as notícias, em editorial, sempre no respeito integral pela Lei em vigor, pautando-se pelo princípio de que os factos e as opiniões devem ser claramente separados: os primeiros são intocáveis e as segundas são livres, abraçando, portanto, o direito à liberdade de expressão, mas defendendo a reserva da vida privada dos cidadãos e rejeitando o sensacionalismo.
8- A RÁDIO ESPERANÇA repudia a publicação de informações ou comentários discriminatórios, sejam xenófobos, racistas, totalitaristas ou quaisquer outros.
9- A RÁDIO ESPERANÇA cumpre a Lei da Rádio, a Lei de Imprensa e as orientações definidas neste Estatuto Editorial e pela sua Direcção.

## Programação
- Reflexos
- Noticias
- Nascer do Sol
- De Tarde Consigo
- Manhã na Planície
- De Colores
- Ser Igreja
- No Pátio
- Ordenar a vida
- Alvoradas